# 나카미노와정
나카미노와정(일본어: 中箕輪町)은 일본 나가노현 가미이나군에 있던 정이다. 현재의 미노와정에 해당한다.

## 역사
- 1889년 4월 1일 - 정촌제 시행에 의해 나카미노와촌이 단독으로 자치체를 형성하였다.
- 1948년 11월 3일 - 정으로 승격해 나카미노와정이 되었다.
- 1955년 1월 1일 - 미노와촌, 히가시미노와촌과 합병해 미노와정이 성립하여, 동일 나카미노와정은 폐지되었다.

## 교통

### 철도
- 일본국유철도
  - 이다선

### 도로
- 국도 제153호선

## 참고문헌
- 角川日本地名大辞典 20 長野県